# Black Star (album Black Star)
Black Star, zwany także Mos Def and Talib Kweli are Black Star – pierwszy album grupy Black Star, w skład której wchodzą raperzy Mos Def i Talib Kweli. Nazwa grupy oraz tytuł albumu są bezpośrednim nawiązaniem do linii trans-atlantyckiej Black Star założonej przez Marcusa Garvey.

## Lista utworów
| #  | Tytuł                      | Producent             | Wykonawca                                             |
| -- | -------------------------- | --------------------- | ----------------------------------------------------- |
| 1  | "Intro"                    | Hi-Tek; Talib Kweli   | Mos Def                                               |
| 2  | "Astronomy (8th Light)"    | Mr. Walt              | Talib Kweli, Mos Def, Weldon Irvine                   |
| 3  | "Definition"               | Hi-Tek                | Mos Def, Talib Kweli                                  |
| 4  | "RE: DEFinition"           | Hi-Tek                | Talib Kweli, Mos Def                                  |
| 5  | "Children's Story"         | Shawn J Period        | Mos Def                                               |
| 6  | "Brown Skin Lady "         | J. Rawls              | Talib Kweli, Mos Def                                  |
| 7  | "B Boys Will B Boys"       | Ge-ology              | Mos Def, Talib Kweli                                  |
| 8  | "K. O. S. (Determination)" | Hi-Tek                | Talib Kweli, Vinia Mojica                             |
| 9  | "Hater Players"            | Shawn. J Period       | Apani, Talib Kweli, Mos Def                           |
| 10 | "Yo Yeah"                  | J. Rawls; Talib Kweli | Talib Kweli, Mos Def                                  |
| 11 | "Respiration"              | Hi-Tek                | Mos Def, Talib Kweli, Common                          |
| 12 | "Thieves in the Night"     | 88 Keys               | Talib Kweli, Mos Def                                  |
| 13 | "Twice Inna Lifetime"      | Hi-Tek                | Jane Doe, Punchline, Talib Kweli, Wordsworth, Mos Def |

## Single
- "Definition"
- "Respiration" (gościnnie Common)

## Sample
- Definition zawiera fragment "The P Is Free" wyk. Boogie Down Productions z płyty Criminal Minded
- Definition zawiera zmienioną wersję refrenu piosenki "Stop The Violence" wyk. Boogie Down Productions z płyty By All Means Necessary
- Children's Story sampluje "Children's Story" wyk. Slick Rick
- Brown Skin Lady rozpoczyna się samplem z filmu Chameleon Street
- Brown Skin Lady zawiera fragment "We Almost Lost Detroit" wyk. Gil Scott-Heron, Brian Jackson
- K.O.S. (Determination) zawiera fragment "Baby, This Love I Have" wyk. Minnie Riperton
- Respiration zawiera fragment "The Fox" wyk. Don Randi
- Respiration zawiera fragment filmu Style Wars

## Personel
- Hi-Tek	 – Producent, Cuty, Odgłosy tłumu
- Weldon Irvine	 – keyboard, Muzyk, Wykonawca
- Jim Godsey	 – 	Realizator
- Charlie Mack	 – 	Realizator
- Kieran Walsh	 – 	Realizator, Mixing
- Vinia Mojica	 – 	Wykonawca
- DJ Evil Dee	 – 	Cuty
- Jane Doe	 – 	Wykonawca
- Rick St. Hillaire	 – 	Mixing
- Steve Souder	 – 	Mixing
- Chris Athens	 – 	Mastering
- Ken "Duro" Ifill	 – 	Mixing
- Eddie Otchere	 – 	Fotografia
- Vaughn Sessions	 – 	Realizacja dźwięku
- Mr. Walt	 – 	Producent, Realizator, Mixing
- Success	 – 	Realizator
- Brent Rollins	 – 	Okładka
- Mos Def	 – 	Fender Rhodes, Wykonawca
- Black Star	 – 	Tworzenie
- Talib Kweli	 – 	Producent, Wykonawca
- Marcus Garvey	 – 	Fotografia
- 88 Keys	 – 	Producent
- Pat Viola	 – 	Realizator
- Jake Septimus	 – 	Fotografia
- Tasleem	 – 	Fotografia
- Richard Mason	 – 	Odgłosy tłumu
- J. Rawls	 – 	Producent
- Kieran Dee – 	Fotografia/Przekomarzanie/Dietetyk